# Oldfield Thomas
Aquest autor és citat en taxonomia animal amb el nom «Thomas».
(Michael Rogers) Oldfield Thomas (21 de febrer del 1858 – 16 de juny del 1929) fou un zoòleg britànic.
Thomas estudia els mamífers al Natural History Museum, descrivint-ne unes 2.000 noves espècies i subespècies per primer cop. Aconseguí el lloc de Secretari del Museu el 1876, canviant-se al Departament de Zoologia el 1878. El 1891 Thomas es casà amb l'hereva a una petita fortuna, cosa que li donà els mitjans econòmics per contractar col·leccionistes de mamífers i presentar-ne els exemplars al museu. El 1896, quan William Henry Flower s'encarregà del departament, contractà Richard Lydekker perquè reordenés els articles exposats al museu, permetent a Thomas concentrar-se en els exemplars nous., Se suïcidà el 1929, a l'edat de 71 anys, poc després de la mort de la seva esposa.